# 葛生町
葛生町（くずうまち）は、栃木県南西部（安足）に位置していた町である。
佐野市への通勤率は16.2%（平成12年国勢調査）。1950年に直良信夫が化石人骨を発見し「葛生原人」として提唱したことで知られる。
2005年2月28日に佐野市・安蘇郡田沼町と合併して佐野市を新設したため、廃止となった。

## 地理
- 山岳：氷室山、尾出山、三峰山（鍋山）
- 河川：秋山川

## 歴史

### 沿革
- 1889年4月1日 - 葛生町（第一次）、常盤村（ときわむら）、氷室村（ひむろむら）、1町2村が発足。
- 1947年9月5日 - 昭和天皇の戦後巡幸。葛生小学校校庭に町民奉迎場が設営される[2]。
- 1955年1月8日 - 葛生町（第一次）・常盤村・氷室村が合併し、葛生町（第二次）を新設する。
- 2005年2月28日 - （旧）佐野市・田沼町と合併して佐野市を新設する。

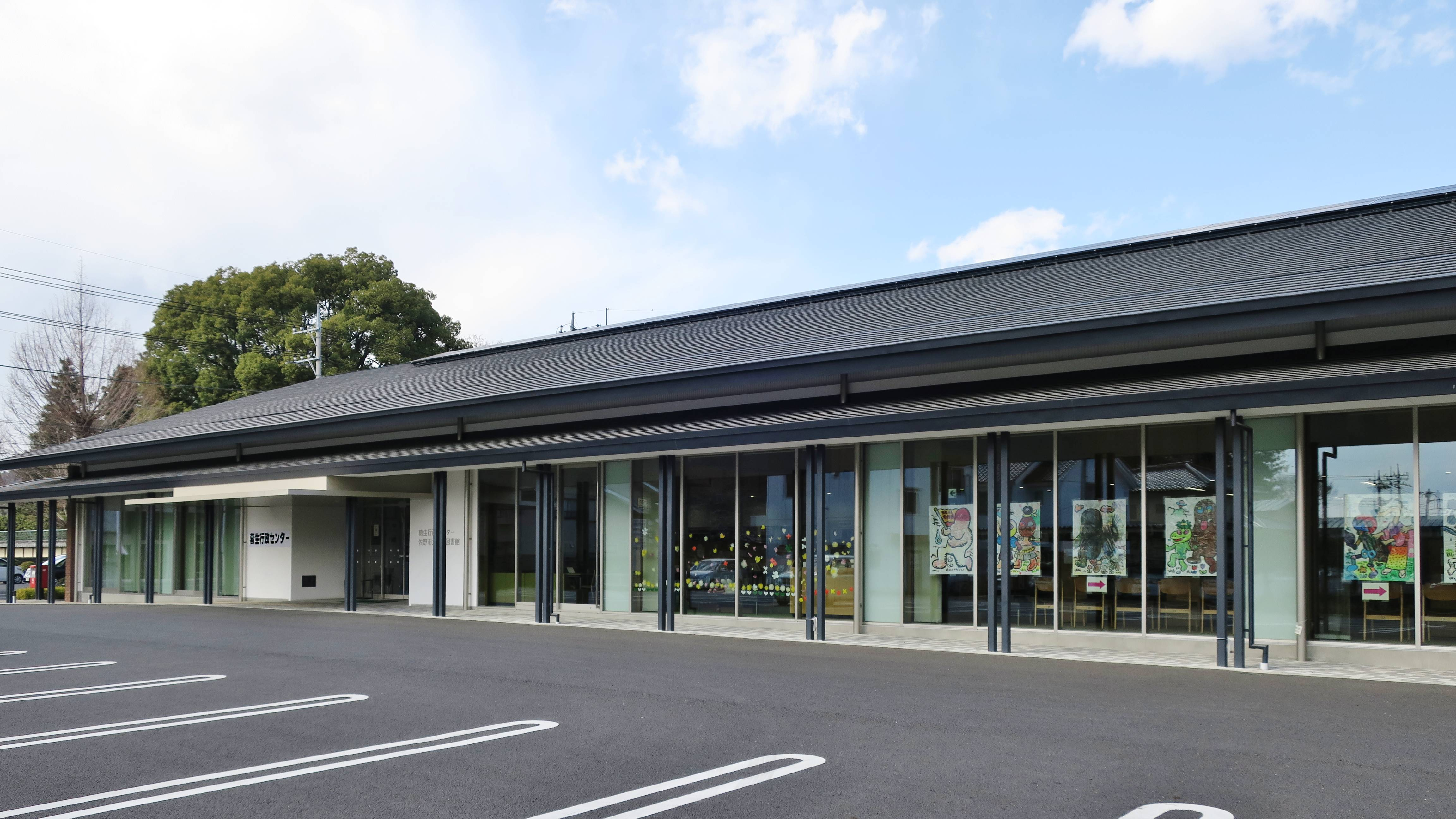
旧役場庁舎解体後の跡地に建つ葛生行政センター・葛生図書館

## 行政
- 町長：立川裕康（閉町時　佐野市新市長選出までの間、職務代理を務めた）

## 地域

### 教育

#### 高等学校
- 葛生高等学校（現・青藍泰斗高等学校）

#### 中学校
（すべて現佐野市立）
- 葛生町立葛生中学校
- 葛生町立常盤中学校

#### 小学校
（すべて現佐野市立）
- 葛生町立葛生小学校
- 葛生町立南小学校（現・佐野市立葛生南小学校）
- 葛生町立会沢小学校（現･葛生小学校と合併し佐野市立葛生小学校）
- 葛生町立常盤小学校
- 葛生町立氷室小学校

## 交通

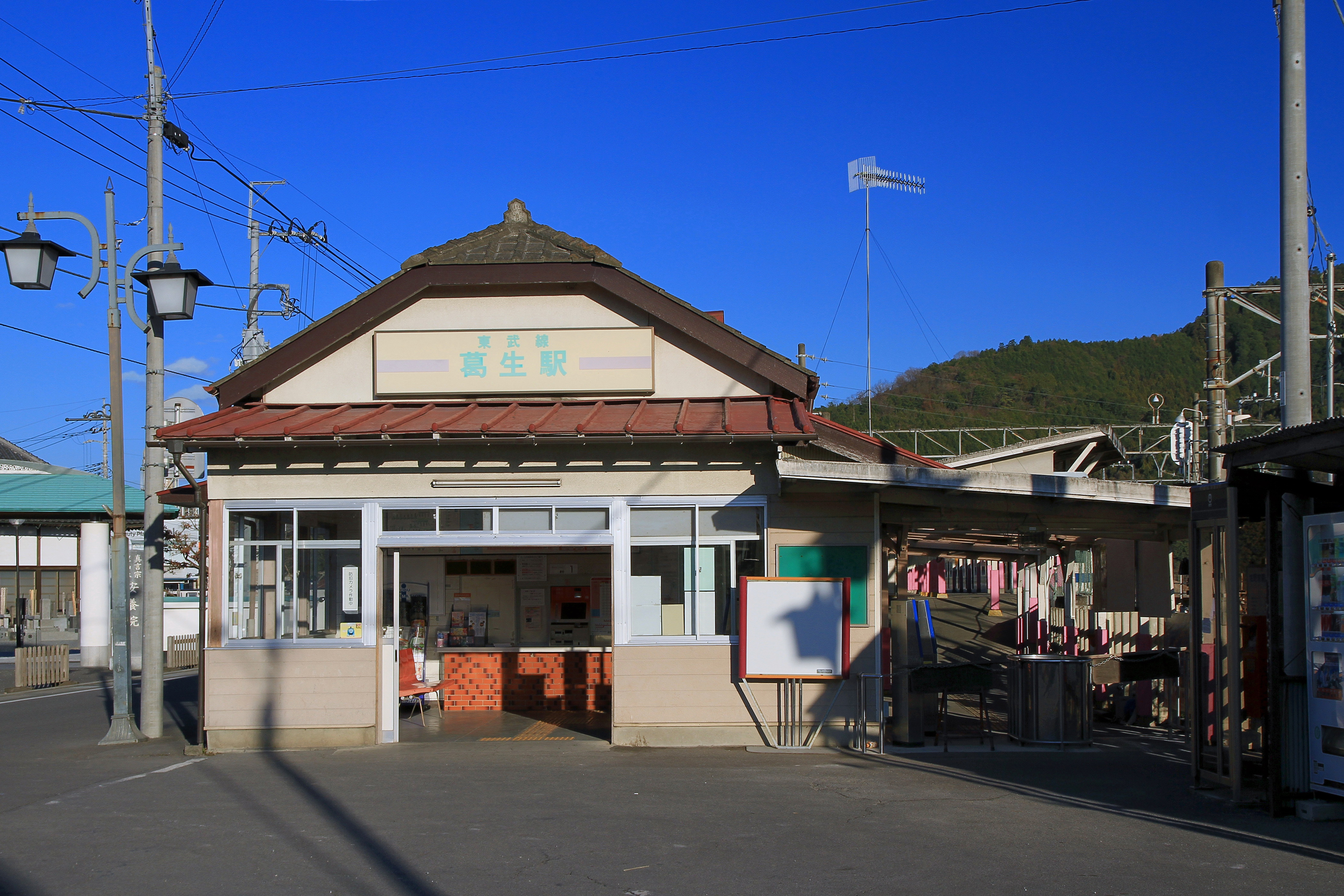
葛生駅

### 鉄道路線
- 東武鉄道
  - 佐野線：葛生駅

### 道路
- 一般国道
  - 国道293号

## 観光

### 名所・旧跡
- 嘉多山公園
- 葛生化石館
- 葛生伝承館
- 佐野市立吉澤記念美術館
- 栃木県石灰石工業会館
- 葛の里壱番館
- 願成寺 - 謡曲『鉢木』佐野源左衛門ゆかりの寺院。

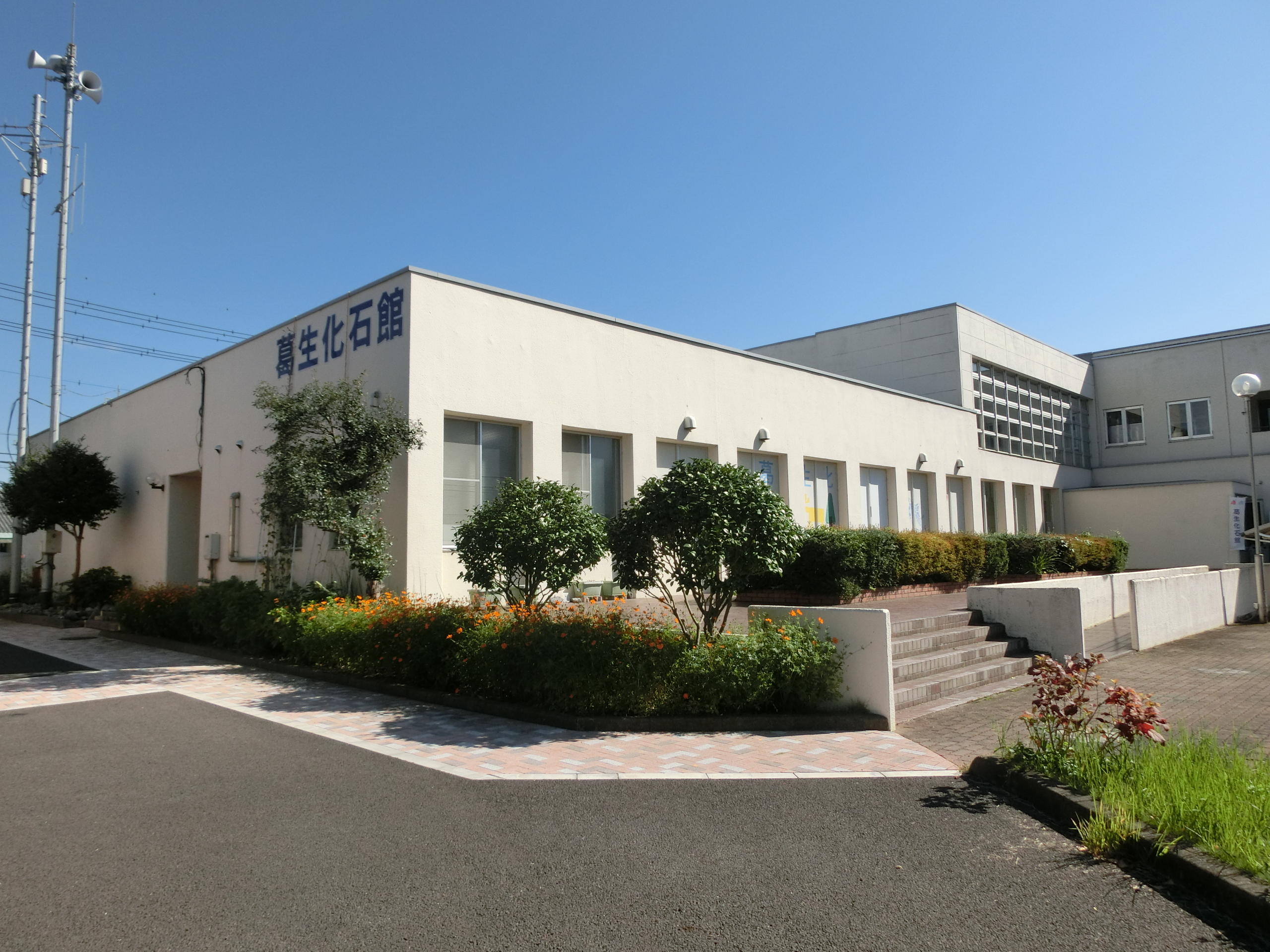
葛生化石館
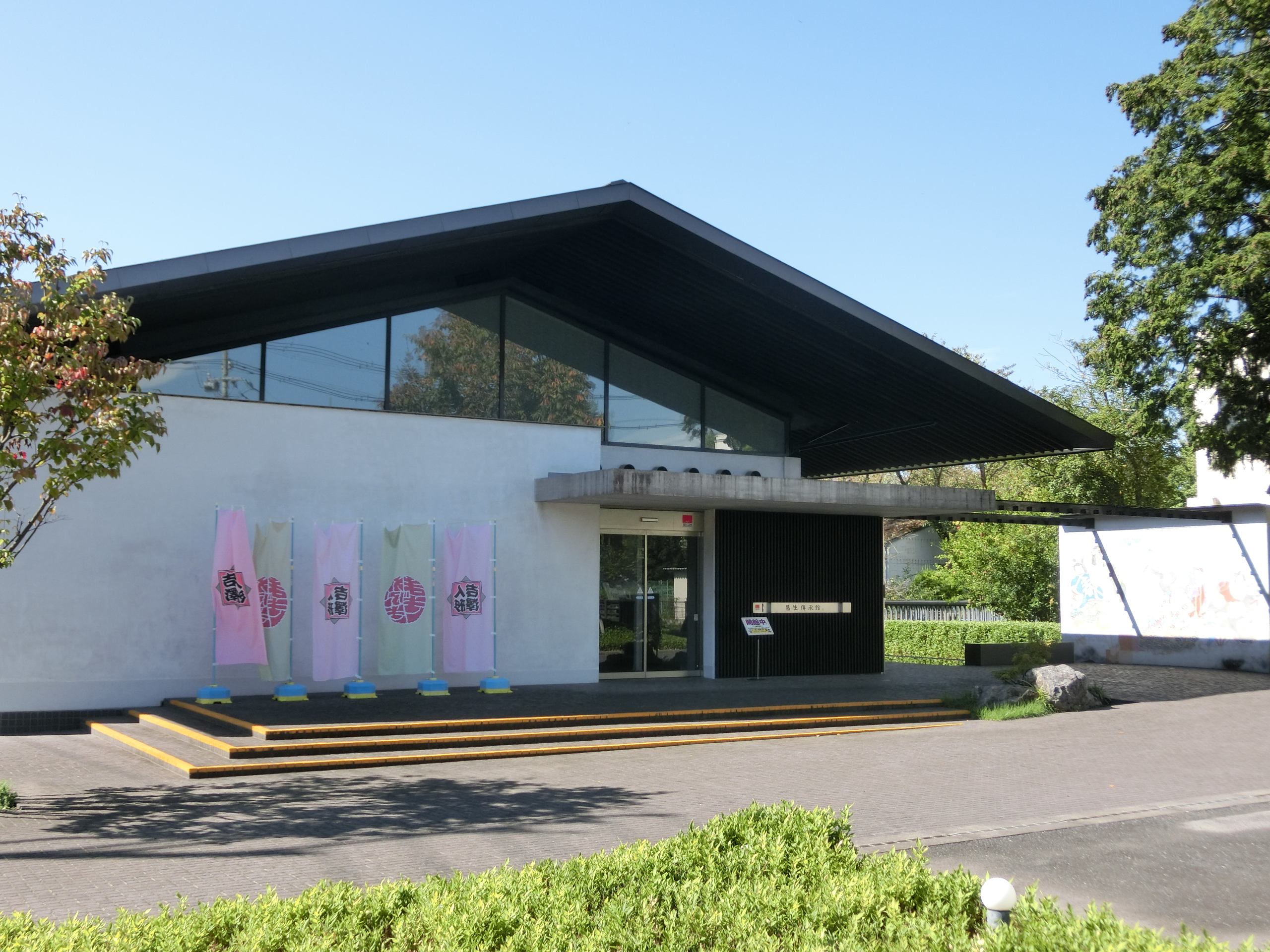
葛生伝承館
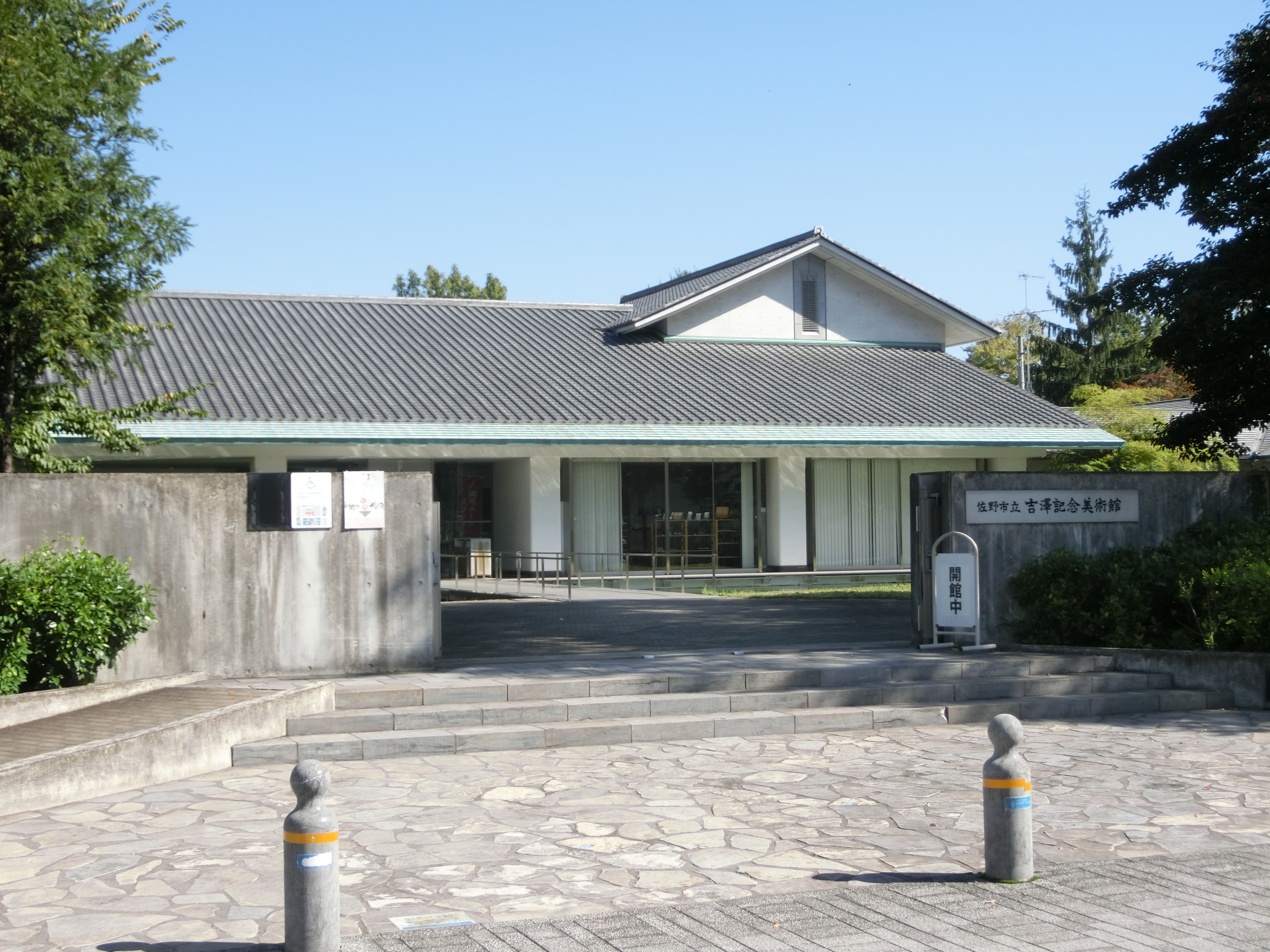
吉澤記念美術館
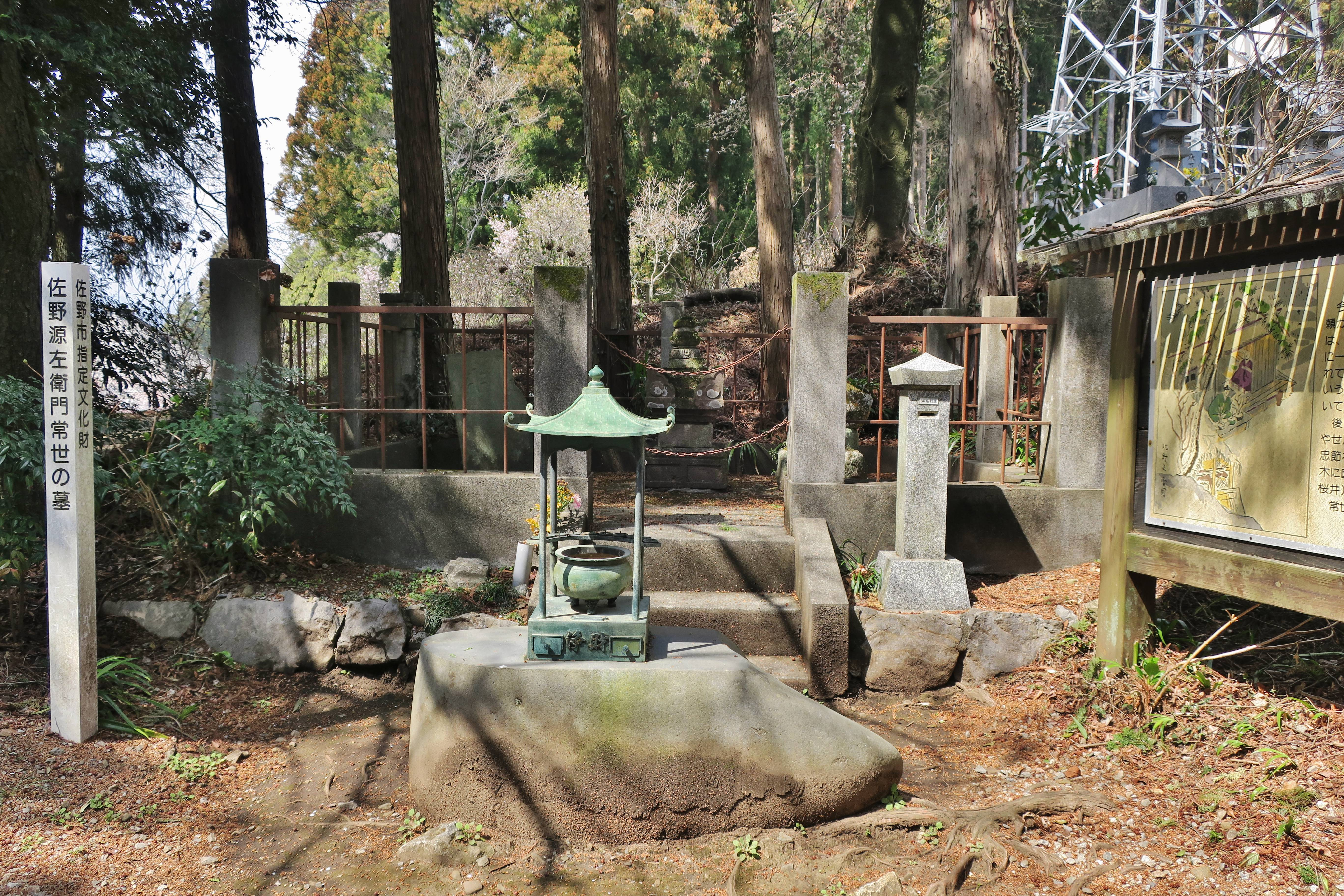
佐野源左衛門の墓（願成寺）

### 祭事・催事
- くずう原人祭